# 川勝隆恭
川勝 隆恭（かわかつ たかゆき）は、江戸時代中期の旗本。隆房流川勝家の4代当主。

## 生涯
享保2年（1717年）、川勝隆成の四男として江戸に生まれ、後に実兄である川勝光隆の養子となった。川勝光隆の子に男子がなかったため、実弟の隆恭が養子となって家を継いだ。兄弟であるが年齢は32歳も離れていた。。元文元年（1736年）2月28日、初めて将軍徳川吉宗に謁見した。
寛保2年（1742年）12月3日、書院番となり、宝暦元年（1751年）10月3日、義父（実兄）光隆の死去により、その家督（蔵米400俵）を継いだ。安永2年（1773年）閏3月12日、書院番組頭に進み、同年12月16日に布衣を着る事を許された。安永5年（1776年）6月28日、駿府城の守衛中に、60歳で没した。家督は婿養子の隆安が継いだ。